# Hakea salicifolia
Hakea salicifolia é uma espécie de planta com flor pertencente à família Proteaceae. 
A autoridade científica da espécie é (Vent.) B.L.Burtt, tendo sido publicada em Bulletin of Miscellaneous Information Kew 1941: 33. 1941.

## Portugal
Trata-se de uma espécie presente no território português, nomeadamente em Portugal Continental.
Em termos de naturalidade é introduzida na região atrás indicada.

## Protecção
Não se encontra protegida por legislação portuguesa ou da Comunidade Europeia.